# 古川浩一
古川 浩一（ふるかわ こういち、1938年 - ）は日本の経営学者、会計学者。東京工業大学名誉教授、岩手県立大学名誉教授。日本経営協会経営科学文献賞、
中小企業研究奨励賞受賞。

## 人物・経歴
1964年一橋大学大学院商学研究科修士課程修了。東京工業大学工学部助手、助教授、教授、岩手県立大学総合政策学部教授、岩手県立大学大学院総合政策研究科長、IGRいわて銀河鉄道監査役を歴任。1967年日本経営協会経営科学文献賞受賞。1988年『財務分析の研究』により九州大学経済学博士の学位を取得。1989年財団法人商工総合研究所中小企業研究奨励賞受賞。1998年日本経営財務研究学会副会長。2009年中央大学総合政策学部特任教授を定年退職。指導学生に佐山展生など。また、東工大で文部教官を務めた蜂谷豊彦も古川の指導を受けた。

## 著書
- 『現代財務諸表分析』日本経済評論社 1982年
- 『財務分析の研究』同文舘出版 1988年
- 『経営計算』朝倉書店 1992年
- 『財務管理』放送大学教育振興会 1996年
- 『管理会計』（佐藤宗弥と共著）放送大学教育振興会 1999年
- 『基礎からのコーポレート・ファイナンス』（中里宗敬,蜂谷豊彦,今井潤一と共著）中央経済社 2006年
- 『コーポレート・ファイナンスの考え方』（中里宗敬,蜂谷豊彦,今井潤一と共著）中央経済社 2013年